# 합천 대야성
합천 대야성(陜川 大耶城)은 대한민국 경상남도 합천군 합천읍 죽죽리, 해발 900m의 매봉산 정상울 둘러 쌓은 성이다. 1993년 12월 7일 경상남도의 기념물 제133호로 지정되었습니다.

## 개요
경상남도 합천군 해발 90m의 매봉산 정상울 둘러 쌓은 대야성은 흙과 돌을 이용하여 쌓은 성이다. 이 곳은 삼국시대 때 백제와 신라 서부지방의 접경지대로, 신라 진흥왕 25년(565)에 신라가 백제의 침공을 막기 위해 쌓았다 한다.
선덕여왕 11년(642) 백제 윤충의 공격으로 함락된 적이 있었는데, 이 때 신라 대야성 도독 김품석과 부인 김춘추의 딸 고타소가 죽자 김춘추는 백제를 멸망시킬 결심을 한 곳이다. 또한, 경명왕 4년(920년)에는 후백제 견훤에게 함락되기도 하였다.
성벽의 길이는 300m 정도인데 대부분 훼손되어 원형이 남아있지 않다. 그러나 부분적으로 건물터와 적을 막기 위해 세운 울타리의 흔적이 남아있다.

## 대야성 전투와 복수극
신라 대야성의 성주 김품석은 사지(舍知) 검일(黔日)을 거느리고 있었는데, 검일의 아내를 미모에 반하여 빼앗아버린다. 그 후 검일은 윤충이 백제군이 처들어오자 내통해서 대야성을 함락시키는데 공을 세우고 성주 김품석은 고타소를 죽이고 자결한다. 18년을 백제로 들어가 살던 검일은 사비성과 웅진성이 함락되며 백제가 무너지자 잡혀서 태종무열왕 김춘추에게 능지처참을 당한다.

## 참고 자료
- 합천 대야성 - 국가유산청 국가유산포털